# 越狱特别篇：最后一越
《越狱特别篇：最后一越》（英語：Prison Break: The Final Break）是2009年的电视电影，作为越狱系列电视剧的结局。电影5月27日在英国SKY1频道上播出。2009年7月21日在美国和加拿大，电影首次发行DVD和蓝光版，这部电影讲述了从公司垮台到迈克尔·斯科菲尔德（温特沃斯·米勒饰）去世之间的故事，但在越狱最后一季并没有解释迈克尔的死因。电影详细介绍了莎拉·唐克雷蒂因为谋杀克里斯蒂娜·斯科菲尔德后有人为操控而被逮捕和监禁，迈克尔为莎拉准备的最终越狱计划，并穿插迈克尔的死亡细节。此片也揭示了格雷琴·摩根的最终命运。

## 角色

### 主演
- 多米尼克·珀塞尔 饰 林肯·布伦斯
- 温特沃斯·米勒 饰演 迈克尔·斯科菲尔德
- 阿莫里·诺拉斯科 饰演 费尔南多·苏克雷
- 罗伯特·克内珀 饰演 西奥多·“T-Bag”·巴格韦尔
- 乔迪·林·奥基夫 饰 格雷琴·摩根
- 莎拉·韦恩·卡利斯 饰演 莎拉·唐克雷迪
- 威廉·菲希特纳 饰演 亚历山大·马宏

### 客串
- 莱昂·罗素姆 饰演 乔纳森·克兰茨将军
- 克里斯·布鲁诺 饰演联邦调查局特工托德·惠特利
- 芭芭拉·伊芙·哈里斯 饰 FBI 特工费莉西亚·朗
- 金·科茨 饰演 理查德·苏林斯
- 艾莎·辛兹 饰演 警卫考勒
- 萝莉·佩蒂 饰演“老爹”
- 大卫·斯塔兹克 饰演 蓝·菲利普斯
- 艾米·阿基诺 饰演 典狱长 爱丽丝·西姆斯
- 邓德丽·泰勒 饰 警卫
- 里士满·阿奎特饰演律师乔·丹尼尔斯
- 达米安·利克 饰 马林探案
- 艾丽西亚·拉加诺 饰演 阿加莎·沃伦
- 约瑟夫·威尔 饰演 医生
- 苏菲·布拉德肖 饰演妻子
- 多特·玛丽·琼斯 饰演斯基特莱兹
- 彩虹波登 饰演 西格斯
- 莉维亚·特里维诺 饰 哈克斯
- 伊恩·帕特里克·威廉姆斯 饰演胡子男人
- 佩吉·邓恩 饰演 警卫